# Мала Юнга
Мала Юнга́ (рос. Малая Юнга, марій. Изи Юнго) — присілок у складі Гірськомарійського району Марій Ел, Росія. Входить до складу Троїцько-Посадського сільського поселення.

## Населення
Населення — 3 особи (2010; 17 у 2002).
Національний склад (станом на 2002 рік):
- гірські марійці — 94 %